# LSC英雄聯盟校園聯賽
LSC英雄聯盟校園聯賽（簡稱LSC），為台灣電競聯盟（TeSL）所主辦的《英雄聯盟》電競業餘賽事，並由中華民國教育部體育署、中華民國電子競技運動協會（CTESA）與Riot Games、Garena（直至其退出英雄聯盟台灣地區代理）共同指導 ，並逐步成為全台大專院校和高中職之間最具校際性的電子競技活動，更促進校園電競生態圈的建立。

## 賽事沿革
LSC第一屆英雄聯盟校園聯賽
- 2018年3月19日：LSC第一屆開打，比賽項目為英雄聯盟。

LSC第二屆英雄聯盟校園聯賽
- 2018年10月15日：LSC第二屆開打，由TeSL主辦。

台灣人壽LSC第三屆英雄聯盟校園聯賽
- 2019年10月21日：LSC第三屆開打，由TeSL主辦。本屆賽事由台灣人壽獨家冠名贊助。

第一銀行LSC第四屆英雄聯盟校園聯賽
- 2020年11月2日：LSC第四屆冬季例行賽開打。本屆賽事由第一銀行獨家冠名贊助。[3]
- 2021年4月19日：LSC第四屆夏季例行賽開打。

第一銀行LSC第五屆英雄聯盟校園聯賽
- 2022年4月25日：LSC第五屆夏季例行賽開打。本屆夏季例行賽仍由第一銀行獨家冠名贊助，與賽事指定處理器品牌AMD、電競周邊領導品牌Logitech G贊助支持。[4]

LSC第六屆英雄聯盟校園聯賽
- 2022年11月9日：LSC第六屆冬季例行賽開打，由深耕校園電競多年的TeSL與CTESA主辦，並由教育部體育署與Riot Games共同指導。
- 2023年3月13日：LSC第六屆夏季公開賽開放報名。[5]
- 2023年4月12日，LSC第六屆夏季例行賽開打。[6]
- 2023年9月27日：TeSL公佈因應PCL太平洋挑戰者聯賽（即PCS次級聯賽）啟動，LSC英雄聯盟校園聯賽完成這六年來的階段性任務、正式結束。[7][8]

## 過往參賽隊伍

### 黎明企鵝隊
黎明企鵝隊是本屆賽事最有人氣的隊伍，隊上擁有眾多前職業選手、練習生與名實況主，包括費雋元（Dreamsha）、黃金隆（2188）、蕭鈺濰（Tuna）都曾在LMS職業聯賽出賽過，詹冠緯（RweiQQ）是中國戰隊RNG前青訓隊成員、連世誠（RB）以ahq Fighter身分打過ECS聯賽，至於林煒哲（We1zhe）曾在選秀會上被ahq戰隊選為青訓隊成員。

### 萬能雄獅隊
第六屆《英雄聯盟》校園聯賽（LSC）夏季總決賽，萬能雄獅隊與黎明企鵝隊於「2023台灣國際電玩電競產業展」展開對決，最終由萬能雄獅隊以3比1成績獲勝。此次為萬能雄獅隊自參賽LSC以來獲得的第三座冠軍。

### 弘光獵鷹隊
成立於2019年10月。三年多來囊括20個冠軍（包含110年全國運動會電競團體金牌），獎金累積三百多萬元。這兩年多位選手進軍PCS職業聯賽，希望能為台灣電競職業隊注入年輕新血。歡迎對於MOBA、FPS有興趣的高三同學以弘光科大多遊系為第一選擇！本系擁有完整電競場域及課程規劃。
- LSC結束之後，轉往參加PCL（2023賽季、2024賽季）與PCS（2025賽季）。

### 台南遠大鷹
台南遠東科大電競校隊遠大鷹（遠東科大113學年度起奉教育部核准改名為中信科技大學），名下中信科大學生電子競技戰隊：英雄聯盟LOL校隊、傳說對決AoV、射擊隊，2019大專盃電競賽傳說對決冠軍、2020 LSC 英雄聯盟校園聯賽亞軍，歡迎各路英雄好漢加入遠大鷹創造自己的英雄傳說。

### 東泰太陽
首座開立高中職電競專班的學校，也開創與職業戰隊合作的先例，可謂校園電競的領頭羊，也由於他們在早期吸收到一批前職業選手，像是遠大鷹「Biven」與萬能雄獅「Advt」，這些大學長豎立的戰績之輝煌，顯然吸引了無數懷抱電競夢的國中生，使陣容日漸茁壯，隨後接連奪下校際盃冠軍與 LSC 第一屆亞軍、第二屆冠軍、第三屆冠軍，打造「東泰盛世」，不過 2020 年起，因人才相繼挑戰職業或畢業，實力已大不如前，第四屆僅獲四強，第五屆冬季甚至淪落到要打升降賽，好在最終命懸一線、成功保級，也是當時唯一的生還者。
- 過往成員：郭貝益（HongSuo）現效力於Deep Cross Gaming（2025賽季）。[11]

### 北城蒼鷹
全名為「城市蒼鷹隊」，是台北城市科技大學的《英雄聯盟》校隊，曾獲得第一屆LSC 英雄聯盟校園聯賽的冠軍。 這支隊伍在第三屆LSC 聯賽中表現優異，在小組賽中取得10勝2負的佳績，與景文科技大學的征服者隊並列為所有大專院校隊伍中的第二名，僅次於景文征服者隊。 台北城市科大也因此特地在第八周賽事期間，邀請玩家更深入了解城市蒼鷹隊。 

### 樹德暴風樹
隸屬於樹德科大設計學院電競娛樂科學系（全名：電子競技與電腦娛樂科學系）的「樹德暴風電競娛樂STORM TEAMS」（簡稱：樹德暴風）選手組成的STU隊。

### 世新喵喵電競隊
「世新喵喵隊」是聯賽中唯一非電競科班出身的隊伍，全員均無校園聯賽經驗甚至成立不到半年，首次參與LSC 就從資格賽一路獲勝晉級至正賽，此外隊伍的後勤團隊有知名電競主播賽評選拔節目「你行你上」的冠軍選手ShyGuy 以及然、馬特林等人。

### 南英飛鷹
由南英商工的多媒體動畫科（電競遊戲設計班）所組成LSC電競校隊。

### 三信戰鷹
三信戰鷹隊雖全無職業經驗，但可是一支業餘比賽成績相當優異的校園隊伍，中路選手許永宏（babyhong2）曾為J Team戰隊練習生，打野選手吳羿翰（Lost）韓服牌位亦有宗師位階。作為近年強勢崛起的隊伍，他們曾奪下2020六都電競爭霸戰高雄區冠軍＆全國季軍、2020 ACER PREDATOR校際盃冠軍、2020 Predator League電競賽台灣總決賽冠軍等佳績。

### 青年勇士
青年高中「青年勇士隊」曾獲英雄聯盟全國高中職LSC聯賽亞軍，也是中部唯一晉級傳說對決ACS校園聯賽前8強的隊伍；在射擊類PUBG方面，青年勇士隊是眾多隊伍中唯一的學生隊伍，活躍於全國性與職業級賽事，並聘請知名賽評Krapy（虧皮）擔任業師。

### 健行電競熊
健行身為曾經的校際盃冠軍學校，卻是近幾年才成立電競隊。2017年時，知名賽評「ZOD」與職業選手「Hana」並肩作戰，奪下校際盃冠軍，也僅是一般大學生的名義參賽，直到兩年後，學校才開始建立體系，雖然慢了一步，但籌備的相當縝密，選手都具有不錯水準，當時與職業戰隊 JT 互有合作關係，當時的教練「GY祥」也是從 JT 的實況部門轉至。

### 崑大閃電虎
西門夜說曾為主教練執教崑山科技大學LSC校隊「崑大閃電虎」。

### 東南飛鷹
- LSC結束之後，轉往參加PCL（2024賽季）。